# San Javier, Sonora
San Javier là một đô thị thuộc bang Sonora, México. Năm 2005, dân số của đô thị này là 242 người.